# NGC 2395
NGC 2395 é um aglomerado aberto na direção da constelação de Gemini. O objeto foi descoberto pelo astrônomo William Herschel em 1784, usando um telescópio refletor com abertura de 18,6 polegadas. Devido a sua moderada magnitude aparente (+8), é visível apenas com telescópios amadores ou com equipamentos superiores. 